# Комарі
Комарові, справжні комарі, куліциди (Culicidae) — родина комах ряду Двокрилі (Diptera). Деякі види комарів переносять тяжкі та смертельні захворювання, зокрема, малярію, жовту гарячку, гарячку денге, гарячку Західного Нілу тощо.
Слово «комар» праслов'янського походження, і походить від звуку дзижчання та споріднене слову «джміль». Синонім слова «комар» — «москіт», походить від ісп. mosquito — мушка.

## Ареал
Комарі населяють усі континенти, окрім Антарктиди. Найбільш широкий ареал комара звичайного (Culex pipiens), який поширений всюди, де зустрічається людина — його основна жертва.

## Морфологія

Будова тіла комара звичайного (Culex pipiens)

Мають одну пару крил, струнке тіло, і довгі ноги. Характерні для цієї родини ротові органи: верхня і нижня губа витягнуті і утворюють футляр, в якому поміщаються довгі тонкі голки (2 пари щелеп); у самців щелепи недорозвинені — вони не кусаються. Безногі личинки і рухомі лялечки комарів живуть в стоячих водах. Самиці більшості видів комарів п'ють кров інших тварин. Розмір тіла змінюється, але рідко більший ніж 15 мм. Комари важать від 2 до 2.5 міліграмів.
Комарі — комахи з тонким тілом (довжиною 4-14 мм), довгими ногами і вузькими прозорими крилами. Забарвлення тіла жовте, коричневе, або сіре. Черевце видовжене, складається з 10 сегментів. Груди ширші за черевце. Лапки закінчуються парою кігтиків. Крила вкриті лусочками, скупчення яких іноді утворюють плями. Антени довгі, складаються з 15 члеників. Ротовий апарат колючо-смоктального типу. У самиць хоботок довгий і складається з колючих щетинок, у самців — без них.
Ротовий апарат захований в трубочкоподібну нижню губу. Всередині неї знаходяться кілька схожих на стилети-пилочки щелеп (нщ — нижні щелепи і вщ — верхні щелепи). Щелепами комар прорізує дірочку в шкірі, занурює глибше хоботок до рівня кровоносних капілярів і за цими ж ротовим придаткам, як по збірній трубочці смокче кров.

## Спосіб життя

Життєвий цикл комара

Зазвичай в помірному поясі комарі активні з травня по жовтень. Якщо взимку було багато снігу, а весна рання, стійко тепла і помірно-волога, комарі можуть з'явитися вже у квітні.
Більшість видів ведуть нічний спосіб життя.
Швидкість польоту від 1,5 до 2,5 км/год.
Як і у всіх інших двокрилих комах, у комарів 4 фази розвитку: яйце, личинка, лялечка, імаго. При цьому всі фази, окрім імаго, живуть у водоймах. Личинки, що живуть у воді, і лялечки комарів дихають атмосферним повітрям через дихальні трубки, виставляючи їх на поверхню. Личинки комарів — фільтратори, або зішкрібувачі — харчуються водними мікроорганізмами. Харчування імаго часто двояке: самиці більшості видів комарів п'ють кров хребетних: ссавців, птахів, рептилій та амфібій; у той же час самці всіх без винятку видів комарів харчуються нектаром квіткових рослин. Проте представники підродини Toxorhynchitinae мають хижих личинок, тоді як їх імаго (і самці, і самиці) харчуються виключно нектаром.

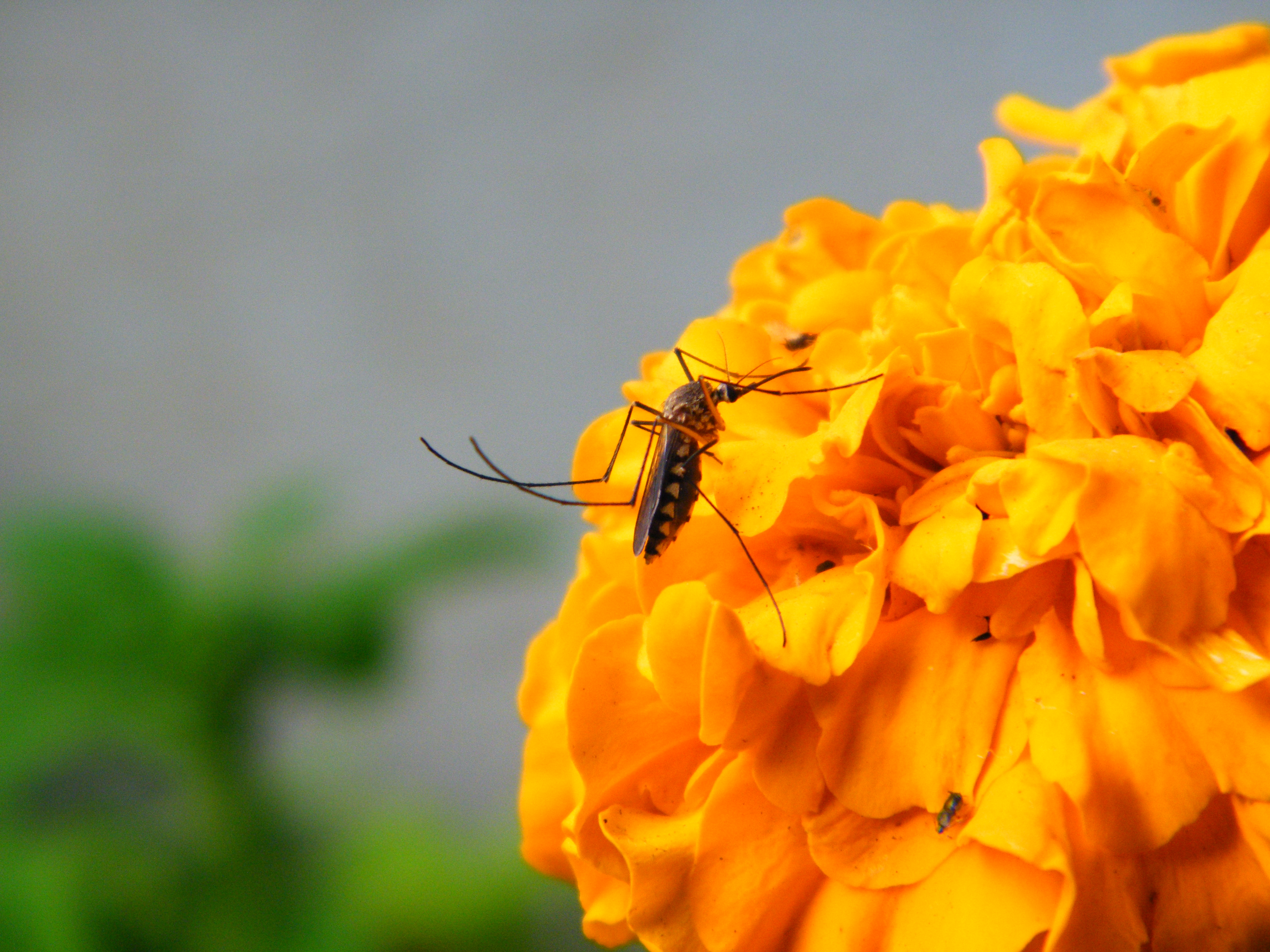
Самці комарів харчуються нектаром

Влітку дорослі самиці кровосисних комарів зустрічаються як у природі у заболочених і сирих місцях, так і в приміщеннях для тварин, у житлах людини на стінах, вікнах, у затінених місцях. Взимку їх можна зустріти в приміщеннях для худоби, теплих підвалах, інших спорудах, де вони перебувають в малоактивному стані, або в заціпенінні (якщо температура нижче 0 °C).
При виборі жертви самиця кровосисного комара орієнтується на вуглекислий газ, що видихається людиною, на теплове випромінювання, рух, а також на запах молочної кислоти, що міститься в поті.
Також самиця комара реагує на світло, надаючи перевагу слабко освітленим приміщенням, у зв'язку з чим у міських квартирах самиці ведуть в основному нічний спосіб життя.
Середня тривалість життя самиці С. p. pipiens f. molestus значною мірою залежить від температури. У лабораторних умовах, на вуглеводному харчуванні при 25 °C самиці живуть в середньому 43 дні, при 20 °C — 57 днів, а при 10-15 °C — 114—119 днів; в разі відсутності їжі тривалість життя сильно скорочується. Тривалість життя самців у всіх випадках набагато менша, при 25 °C вона становить всього 19 днів.
Абсолютно інша картина спостерігається у комарів екотипу pipiens, які за певних обставин можуть стати довгожителями. Якщо самиці вилупилися з лялечок у липні — початку серпня, то всі вони переходять у діапаузі та зимують до березня-травня; після закінчення зимівлі вони розмножуються і живуть ще 1-2 місяці. Загалом тривалість життя таких самиць становить приблизно один рік. Для порівняння, тривалість життя комарів Aedes, які переносять діапаузу на стадії яєць, набагато коротша: вони народжуються навесні, розмножуються і до осені гинуть.

## Розмноження
Самиці комарів в період спарювання привертають увагу самців характерним тонким звуком, що нагадує писк, який створюють за допомогою крил. Комарі вловлюють звукові коливання своїми чутливими вусиками. Самиці пищать трохи тонше самців, молоді — не так, як старі. І комарі-самці це чують і роблять вибір на користь дорослих самиць. Комарі утворюють рій, де і відбувається спарювання самців і самиць.
Самиця комара відкладає 30-150, і навіть 280 яєць (у малярійних комарів) кожні 2-3 дні. Яйце розвивається у дорослого комара протягом тижня. Для продукування яєць комарам потрібна кров, тому цикл відкладання яєць перебуває в прямій залежності від споживання крові.
Яйця відкладаються у стоячі, або слабо проточні водойми на поверхню води (роди Anopheles і Culex), на вологий ґрунт біля краю води водойм, що пересихають влітку і затоплюються навесні, або приклеюються до предметів, що плавають у воді й омиваються нею (у роду Aedes).

## Походження та еволюція
Комарі, як вважають, з'явилися близько 170 мільйонів років тому протягом юрського періоду (206—135 мільйонів років тому), їх найстарші відомі скам'янілості належать до крейдяного періоду (144-65 мільйонів років тому). Вони еволюціювали на континенті, який зараз став Південною Америкою, поширилися спочатку на північний континент Лавразія, а потім повернулись до тропіків з півночі. Стародавні комарі були втричі більші за сучасні види та належали до тієї ж групи, що і Chaoboridae (кусючі мошки).
Найдавніші комарі були знайдені в крейдяному бірманському бурштині (†Burmaculex antiquus) і ліванському бурштині (†Libanoculex intermedius). Загалом описано 28 викопних видів комарів у складі 12 родів, шість із яких є вимерлими.

## Систематика
До родини Culicidae належать близько 3500 видів, класифіковані в три підродини: Anophelinae (3 роди), Culicinae (20 родів та >80 % видів) і Toxorhynchitinae (1 рід). Найбільш широкий ареал комара звичайного (Culex pipiens), який поширений всюди, особливо в сирих місцевостях. У тундрі, де його звуть гнусом, з'являється в таких масах, що вважається бичем для місцевого населення.
Нижче наведена класифікація родина Комарі на Підродини/Інфрародини/Роди
- Підродина Anophelinae
  - Рід Anopheles
  - Рід Bironella
  - Рід Chagasia
- Підродина Culicinae
  - Триба Culicini
    - Рід Aedeomyia
    - Рід Aedes
    - Рід Armigeres
    - Рід Coquillettidia
    - Рід Culex
    - Рід Culiseta
    - Рід Deinocerites
    - Рід Haemagogus
    - Рід Heizmannia
    - Рід Psorophora
    - Рід Verrallina

  - Триба Ficalbiini
    - Рід Ficalbia
    - Рід Mimomyia

  - Триба Mansoniini
    - Рід Mansonia

  - Триба Orthopodmyiini
    - Рід Orthopodomyia

  - Триба Sabethini
    - Рід Malaya
    - Рід Sabethes
    - Рід Tripteroides
    - Рід Wyeomyia

  - Триба Uranotaeniini
    - Рід Uranotaenia
- Підродина Toxorhynchitinae
  - Рід Toxorhynchites

## Харчова поведінка
Комарі головним чином живляться нектаром, тільки самиці на певній стадії розвитку потребують певну кількість крові. Деякі види, наприклад Toxorhynchites ніколи не п'ють кров. До цієї підродини належать найбільші сучасні комарі, відомі як хижі комарі, тому що їхні личинки полюють на личинки інших комарів. У минулому пробували використовувати їх для контролю популяції комарів, але марно.

## Укуси комарів
Самиці майже всіх видів комарів смокчуть кров ссавців, зокрема людей. На місцях укусу комарів часто виникає місцеве запалення — приблизно через годину після укусу, спричиняючи на шкірі опуклість завбільшки до сантиметра в діаметрі. Місце може свербіти протягом кількох днів та інколи навіть кровоточити. Тривале розчухування може призвести до утворення дефектів шкіри — шрамів. Комарі через укуси здатні передавати інфекційні захворювання, зокрема малярію, гарячку денге, тому уряди багатьох країн вживають заходи щодо скорочення популяції комарів за допомогою різних заходів, зокрема застосовують пестициди, органічні засоби.

## Хвороби, які передаються комарами

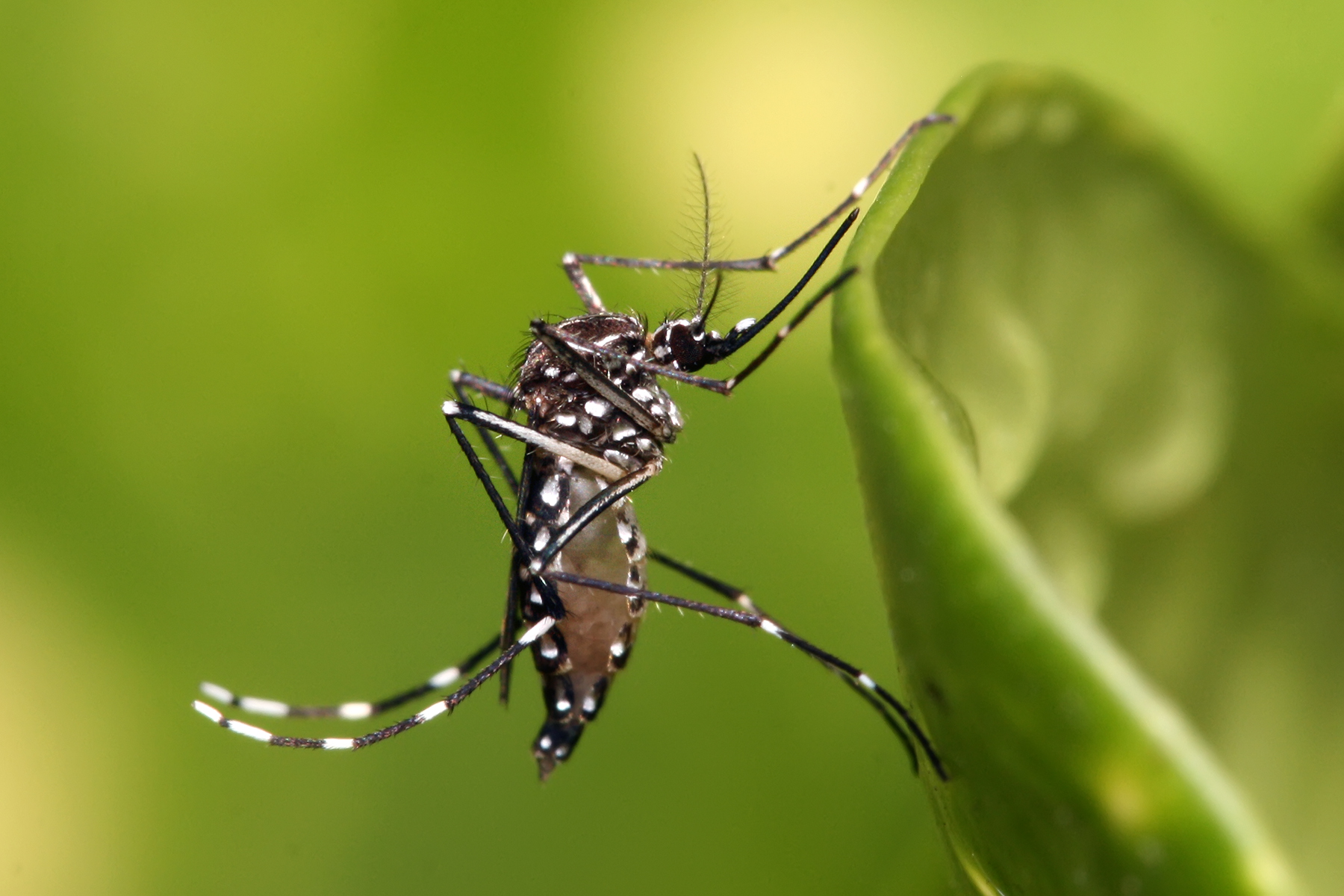
Aedes aegypti — переносник жовтої гарячки і гарячки денге

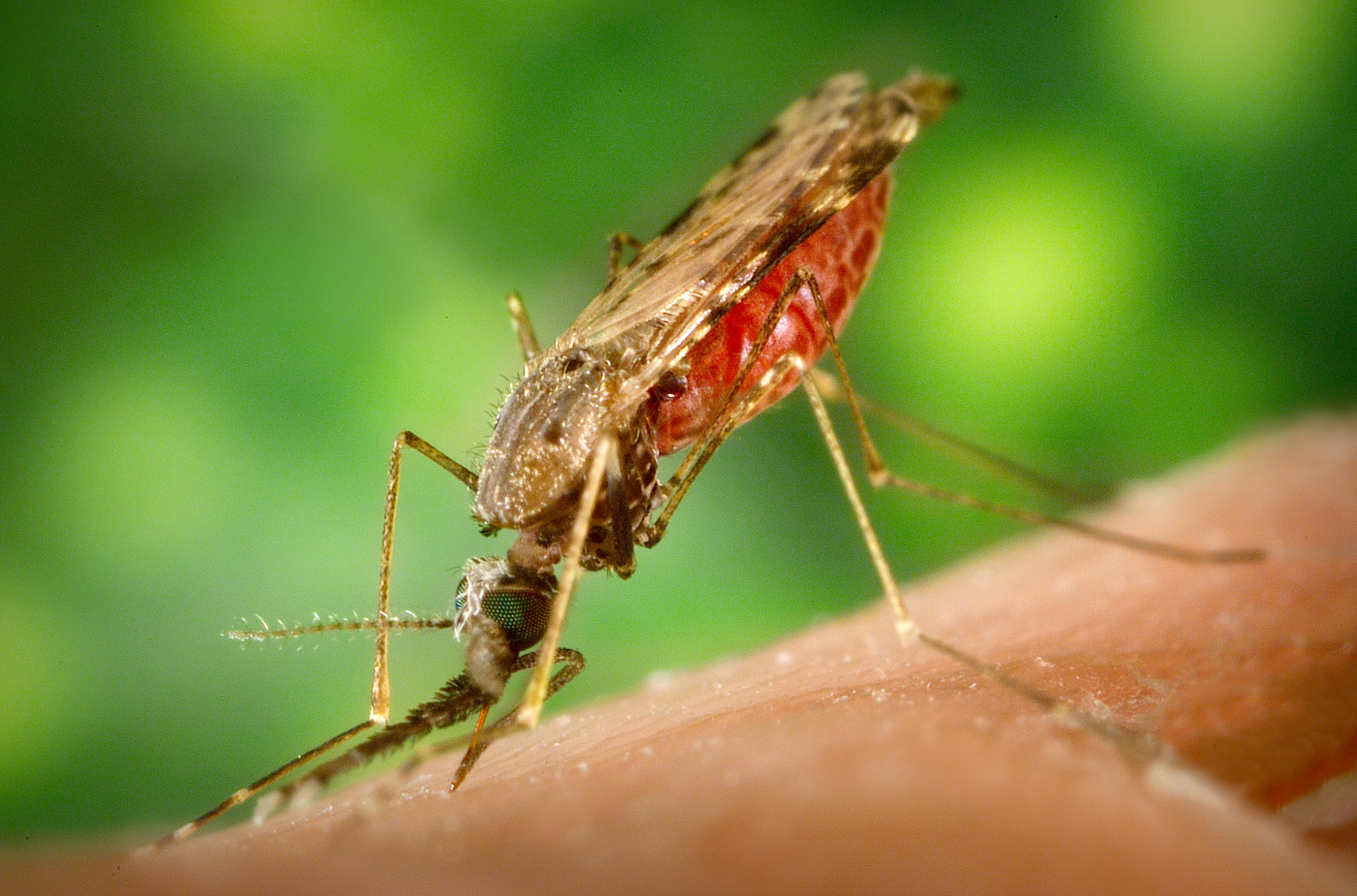
Anopheles albimanus — переносник малярії, харчується кров'ю з руки людини

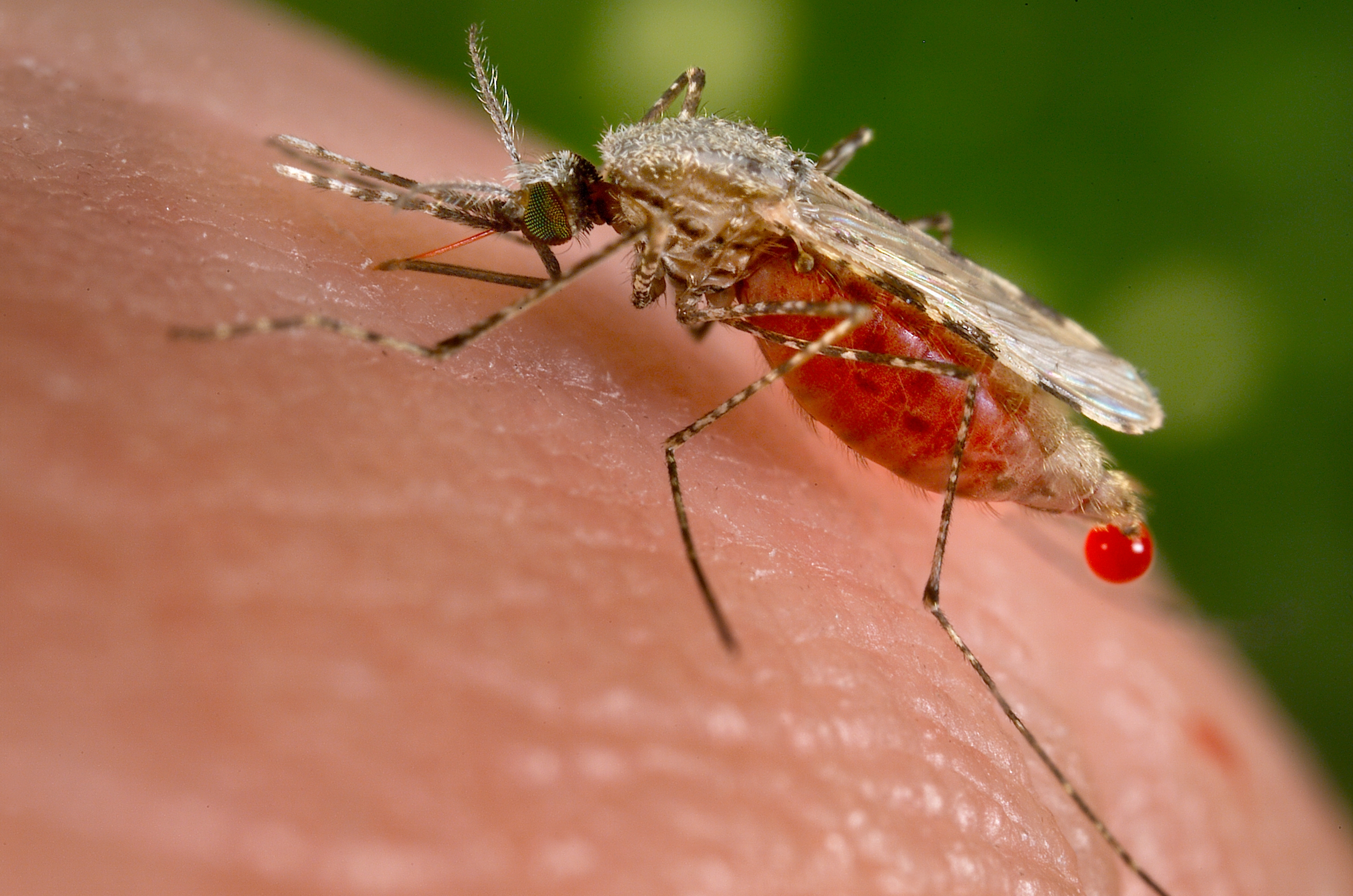
На цій фотографії зображена самка Anopheles stephensi, яка насмокталася крові і почала виділення зайвої кількості рідкої фракції крові, щоб звільнити місце в кишечнику для більш твердих поживних речовин

Комарі можуть бути переносниками небезпечних для здоров'я та життя людини захворювань, які спричиняють бактерії, віруси, найпростіші, гельмінти. Інфіковані комарі переносять цих збудників від людини до людини без виникнення захворювання в самих себе. Захворювання, які передають комарі:
- хвороби, які спричиняють найпростіші — малярія, яку зумовлюють різні види родини Plasmodium (Плазмодії), яких передають комарі роду Anopheles);
- гельмінтоз — лімфатичний філяріоз (вухереріоз та бругіози; основна клінічна ознака — слоновість), який поширює широкий спектр видів комарів[9];
- Вірусні захворювання, які передає переносник Aedes aegypti: жовта гарячка, гарячка денге, чікунгунья. Гарячка денге є найчастішою причиною підвищення температури тіла у мандрівників, які повертаються з країн Карибського басейну, Центральної Америки та півдня Центральної Азії. Це захворювання передається тільки через укуси інфікованих раніше комарів і не може передаватися безпосередньо від людини до людини. Тяжкі випадки гарячки денге можуть бути смертельно небезпечні; багато видів комарів передають арбовірусні хвороби.
- Проблема гарячки Західного Нілу викликала заклопотаність у Сполучених Штатах, за останні роки спостерігають стійку тенденцію поширення цього захворювання по всьому світу — зокрема воно відбулося до південних регіонів України та Російської Федерації;
- У США серйозною є проблема енцефаломієліту — східного та західного;
- Туляремія — бактеріальна хвороба, яку спричиняє Francisella tularensis. Передається різними способами, в тому числі через укуси мух та комарів лат. Culex і лат. Culiseta, які є переносниками збудників туляремії.

Хоча спершу можливу передачу ВІЛ-інфекції комарами розглядали як серйозну проблему суспільної охорони здоров'я, практичні міркування і дослідження епідеміологічної моделі припустили, що будь-яка передача ВІЛ-інфекції вірусу комарами на практиці вкрай малоймовірна (є «найгіршим випадком»).
Різні види комарів беруть участь у передачі різних захворювань більше ніж у 700 мільйонів осіб на рік, в Африці, Південній Америці, Центральній Америці, Мексиці, Росії та більшої частини Азії, з мільйонами смертей — щонайменше два мільйони людей щорічно вмирають від цих хвороб, а показник захворюваності в багато разів вищий від офіційно зареєстрованого.
Методи, які використовуються для запобігання поширення хвороб або захисту від комарів окремих осіб у районах, де хвороба носить ендемічний характер, включають в себе:
- контроль за популяцією переносників, спрямований на боротьбу з комарами або їхню ліквідацію;
- профілактика захворювань, які передаються комарами з використанням профілактичних препаратів і розробка вакцин;
- попередження укусів комарів: застосування інсектицидів, москітних сіток і репелентів.

Тому, що більшість таких захворювань передають «літні» самиці комарів, деякі науковці запропонували зосередити увагу саме на них.

## Боротьба з комарами
Усі засоби захисту від комарів поділяють на:
- Екологічні — благоустрій водойм, підвальних приміщень, навколосадибних ділянок тощо; екологічні методи мають на меті створення в культурних ландшафтах умов, не придатних для розвитку комарів (осушення заболочених територій, заглиблення берегів водойм, очищення їх від напівзануреної рослинності тощо);
- Фізичні — пастки, липучки, протимоскітні сітки, накомарники, щільний одяг;
- Народні — це рослини та їх екстракти, запах яких не переносять комарі;
- Біологічні — біологічні (бактерії), що знищують личинок комарів;
- Хімічні — дезінсекція. Засоби індивідуального захисту: репеленти, інсектициди, фумігатори (спіралі, електро-фумігатори);
- Ультрафіолетові пристрої — знищують комарів (москітна лампа).
- Ультразвукові пристрої — відлякують комарів (дія відлякувачів залежно від моделі поширюється на площу від 20 до 5000 м2), хоча серйозних доказів їхньої ефективності немає, як немає й доказів протилежного;

Для масової боротьби з комарами виявилося високоефективним застосування екологічно чистих біологічних препаратів на основі бактерій Bacillus thuringiensis. Личинкова стадія комарів найбільш вразлива, саме на цьому заснована дія препарату Bacillus thuringiensis — знищити комарів ще в личинкової стадії, не чекаючи, коли вони перетворяться на дорослу особину і розлетяться по всій окрузі.
Комарі дуже сприйнятливі до запахів, що допомагає в боротьбі проти них. Наприклад, комарі не люблять запах помідорового бадилля, свіжого листя волоського горіха, квітів базиліка, черемхи, гілок бузини, пирію, анісу, гвоздики, валеріани, евкаліпта, лаванди, чебрецю, герані, м'яти, кедрової олії, берестяного дьогтю.[джерело?]

## У культурі

### Грецька міфологія
Давньогрецькі байки про тварин, серед яких «Слон і комар» та «Бик і комар», із загальною мораллю про те, що великий звір навіть не помічає маленького, походять з Месопотамії.

### Міфи про походження
У народів Сибіру існують міфи про походження комара. Одна з остяцьких легенд розповідає про велетня-людожера Пунегуса, якого вбиває герой, але він не залишається мертвим. Зрештою герой спалює велетня, але попіл від багаття перетворюється на комарів, які продовжують дошкуляти людству. В інших якутських, гольдівських (нанайців) та самодійських легендах комахи з'являються з попелу або уламків якоїсь гігантської істоти чи демона. Подібні історії, знайдені в індіанському фольклорі Північної Америки, де комар з'являється з попелу людожера, вказують на спільне походження. У татар Алтаю був варіант аналогічної легенди, в якій фрагменти мертвого велетня Андалма-Мууса стають комарами та іншими комахами.
Лафкадіо Герн розповідає, що в Японії комарі розглядаються як реінкарнації померлих, приречених помилками своїх минулих життів на стан дзікі-кецу-гакі, або «претас, що п'ють кров».

### Сучасна епоха
Фільм Вінзора Маккея «Як влаштований комар» 1912 року був одним із найперших творів анімації. Його описують як такий, що значно випередив свій час за технічною якістю. У ньому зображено гігантського комара, який мучить сплячого чоловіка.
Дванадцять кораблів Королівського військово-морського флоту носять назву HMS Mosquito або архаїчну форму назви HMS Musquito. Взагалі численні об'єкти мали і мають таку назву (HMS Mosquito).
De Havilland Mosquito — швидкісний літак, який вироблявся між 1940 і 1950 роками й використовувався в багатьох сферах.